# Nudochernes kivuensis
Nudochernes kivuensis är en spindeldjursart som beskrevs av Beier 1959. Nudochernes kivuensis ingår i släktet Nudochernes och familjen blindklokrypare. Inga underarter finns listade i Catalogue of Life.